# 格魯拉塔
格魯拉塔是一座位於斯洛伐克首都布拉提斯拉瓦自治鎮魯索夫采的一座古羅馬軍營遺址。

## 沿革
格魯拉塔曾是罗马行省潘诺尼亚邊防系統的一部分設施，是為保護著羅馬帝國多瑙河沿岸邊界的防禦工事網絡，在4世紀時，由於羅馬軍團從潘諾尼亞撤退，該建築物被遺棄。今天，他作為布拉提斯拉瓦市博物館的一部分設施開放參觀。多位考古學家發掘了它的遺跡，並將發現的文物放置於博物館大廳裡展出，除了羅馬廣場的遺跡，博物館還展示了部分建築碎片和墓碑、青銅器、鐵器、陶瓷器和石器，展示了當時羅馬人的日常生活。
格魯拉塔遺跡保存最好的是一座長30公尺、寬30公尺、牆厚2.4公尺的四邊形建築。
2021年7月，格魯拉塔作為羅馬帝國邊境——多瑙河西段界牆的一部分被列入聯合國教科文組織的世界遺產名錄。

## 外部連結
- Gerulata （页面存档备份，存于） （斯洛伐克語）

48°03′22″N 17°08′59″E / 48.05611°N 17.14972°E